# Idanha-a-Nova
Idanha-a-Nova – miejscowość w Portugalii, leżąca w dystrykcie Castelo Branco, w regionie Centrum w podregionie Beira Interior Sul. Miejscowość jest siedzibą gminy o tej samej nazwie. 

## Demografia
| Liczba ludności gminy Idanha-a-Nova (1801–2011) | Liczba ludności gminy Idanha-a-Nova (1801–2011) | Liczba ludności gminy Idanha-a-Nova (1801–2011) | Liczba ludności gminy Idanha-a-Nova (1801–2011) | Liczba ludności gminy Idanha-a-Nova (1801–2011) | Liczba ludności gminy Idanha-a-Nova (1801–2011) | Liczba ludności gminy Idanha-a-Nova (1801–2011) | Liczba ludności gminy Idanha-a-Nova (1801–2011) | Liczba ludności gminy Idanha-a-Nova (1801–2011) | Liczba ludności gminy Idanha-a-Nova (1801–2011) |
| ----------------------------------------------- | ----------------------------------------------- | ----------------------------------------------- | ----------------------------------------------- | ----------------------------------------------- | ----------------------------------------------- | ----------------------------------------------- | ----------------------------------------------- | ----------------------------------------------- | ----------------------------------------------- |
| 1801                                            | 1849                                            | 1900                                            | 1930                                            | 1960                                            | 1981                                            | 1991                                            | 2001                                            | 2004                                            | 2011                                            |
| 3 543                                           | 9 844                                           | 23 002                                          | 27 998                                          | 30 418                                          | 16 101                                          | 13 630                                          | 11 659                                          | 10 929                                          | 9 716                                           |

## Sołectwa
Sołectwa gminy Idanha-a-Nova (ludność wg stanu na 2011 r.):
- Alcafozes (202 osoby)
- Aldeia de Santa Margarida (292)
- Idanha-a-Nova (2352)
- Idanha-a-Velha (63)
- Ladoeiro (1290)
- Medelim (272)
- Monfortinho (536)
- Monsanto (829)
- Oledo (355)
- Penha Garcia (748)
- Proença-a-Velha (224)
- Rosmaninhal (537)
- Salvaterra do Extremo (170)
- São Miguel de Acha (560)
- Segura (176)
- Toulões (237)
- Zebreira (873)